# Cine Guarani
O Cine Guarani foi uma sala de cinema construída em 1931 no bairro Cidade Velha, no município brasileiro de Belém, no Estado do Pará.

## História

### Inauguração
O Cine Guarani começou a ser construído em julho de 1931 pelo empresário J. Alexandre Trigoso Torres. O projeto é de autoria de Sebastião R. de Oliveira.
Era um cinema voltado para um público mais modesto, residente no bairro. Cinemas de bairro apresentavam acomodações e programação mais modesta e não apresentavam lançamentos cinematográficos (sobretudo os norte-americanos de sucesso), que eram produções mais caras e reservadas aos cinemas de rua. Ainda assim, seu público era assíduo, composto por moradores do entorno. As sessões eram, em geral, únicas e com filmes mais antigos, portanto pouco apareciam em anúncios de jornal.
O Cine Guarani contava com 800 lugares, distribuídos em cadeiras de madeira.  A arquitetura do cinema é influenciada pela estética moderna Art Déco, em voga na década de 1930. A fachada externa é formada por uma platibanda composta por adornos geométricos e lineares.

### Mudança de proprietários
A história do período inicial de atividades do Cine Guarany é pouco conhecida, mas se sabe que na década de 1940 a sala chegou a pertencer à Empresa Cinematográfica Paraense Ltda, junto com outras sete salas de Belém. Esta companhia foi criada pelo banqueiro Adalberto Marques, que adquiriu inicialmente o Cine Olympia no fim da década de 1930.
Em 1946, todas as salas de cinema da Empresa Cinematográfica Paraense foram vendidas à empresa São Luiz Ltda, que era propriedade do empresário Luiz Severiano Ribeiro, dono de uma rede de exibição que servia a todo o Nordeste e se então estendia para a região Norte (e que ainda existe sob o nome Kinoplex).

### Encerramento
Já na década de 1980, a sala foi novamente vendida e substituída por um banco. Posteriormente, foi destinada ao uso institucional, sendo parte das dependências do Ministério Público do Estado do Pará.